# Parlami d'amore (romanzo)
Parlami d'amore è il primo romanzo del regista ed attore Silvio Muccino, scritto in collaborazione con la sceneggiatrice Carla Vangelista, uscito nel 2006 per la Rizzoli. Dal libro è stato tratto il film omonimo uscito nel 2008.

## Trama
Sasha è un timido adolescente che è innamorato di Benedetta ma non sa come corteggiarla. Una donna matura di nome Nicole si interessa al suo caso, quando i due su scontrano per un equivoco. Nicole si affeziona a Sasha e gli impartisce delle lezioni elementari ma sincere affinché Sasha riesca a mettersi con Benedetta. Tuttavia Nicole ha un ragazzo ma sente che è innamorata di Sasha. Anche Sasha si innamora di Nicole ma deve guardare in faccia la realtà e prendere coscienza che le età dei due sono troppo diverse per vivere una vita di amore

## Edizioni
- Silvio Muccino, Carla Vangelista, Parlami d'amore, collana 24/7, Rizzoli, 2006,  pp. 400, ISBN 978-88-17-01299-7.